# 利皮夫卡 (季斯梅尼齊亞區)
48°47′54″N 24°45′45″E / 48.79833°N 24.76250°E
利皮夫卡（烏克蘭語：Липівка），是烏克蘭西部的村莊，隸屬伊萬諾-弗蘭科夫斯克州的伊萬諾-弗蘭科夫斯克區。該村面積25平方公里，2001年人口1,880，人口密度每平方公里75.3人。